# Lovö landskommun
Lovö landskommun var en tidigare kommun i Stockholms län.

## Administrativ historik
Den 1 januari 1863, när kommunalförordningarna började tillämpas, inrättades i Lovö socken i Färentuna härad i Uppland denna kommun. Här inrättades sedan 22 januari 1887 Drottningholms municipalsamhälle som sedan upplöstes 1 maj 1944.
1952 genomfördes den första av 1900-talets två genomgripande kommunreformer i Sverige. Då uppgick denna kommun i storkommunen Ekerö landskommun, som 1971 ombildades till Ekerö kommun.

## Politik

### Mandatfördelning i Lovö landskommun 1938-1946
| 8 | 3 | 4 |

| 13 |

| 7 | 3 | 5 |

| 14 |

| 8 | 7 |

| 13 |